# Holikachuk (langue)
Le holikachuk (autonyme : Doogh Qinag) est une langue na-dené du groupe des langues athapascanes septentrionales parlée en Alaska, aux États-Unis. Wilson Deacon, le dernier locuteur natif, est mort en 2012.
Depuis 2014, c'est une des vingt langues autochtones reconnues comme officielle de l'Alaska aux côtés de l'anglais.